# عائشة نور إزجي
عائشة نور إزجي (27 يوليو 1998 - 6 سبتمبر 2024) هي ناشطة أمريكية تركية الأصل. تعمل في مجال حقوق الإنسان، ولدت في أنطاليا، وبعد عام انتقلت عائلتها للعيش في مدينة سياتل بالولايات المتحدة الأمريكية، حيث أنهت عائشة دراستها هناك، ثم حصلت على درجة البكالوريوس في علم النفس وتخصص فرعي في اللغات والثقافات الشرق أوسطية من جامعة واشنطن. وهي ثالث عضو في حركة التضامن الدولية تقتل على يد جيش الإحتلال الإسرائيلي، بعد مقتل راشيل كوري في عام 2003 بواسطة جرافة، وقتل توم هرندل في عام 2004 برصاصة قناص إسرائيلي.

## نشاطها في فلسطين
كانت عائشة إزجي تعمل في مجال حقوق الإنسان ومتطوعة في حركة التضامن الدولية، وناشطة ضد الاحتلال الإسرائيلي للأراضي الفلسطينية. وشاركت أيضاً في حركة "فزعة"، وهي منظمة تناضل من أجل حقوق المزارعين الفلسطينيين الذين يتعرضون للاضطهاد من قبل الجيش الإسرائيلي والهجوم من قبل المستوطنين.

## وفاتها
في بداية سبتمبر 2024 انتقلت إزجي للعيش في مدينة نابلس، وشاركت في الاحتجاجات الأسبوعية في منطقة بيتا. وخلال صلاة جماعية تتألف من الرجال والأطفال، وصل جنود الإحتلال الإسرائيلي وحاولوا تفريق المجموعة. وبعد وقت قصير أطلق جنود الإحتلال النار على المصلين والمتضامنين، وبناءً على ما قاله جوناثان بولاك [الإنجليزية] وهو ناشط إسرائيلي شارك في الإحتجاج أنه رأى جنديين متمركزين فوق منزل قريب، يوجهان مسدسًا نحو المتظاهرين ويفتحان النار، وإن عائشة كانت على بعد 10 أمتار منه عندما أصيبت برصاصة في رأسها وعلى بعد 200 متر عن جنود الإحتلال، ولم تكن هناك أي مواجهات على الإطلاق في الدقائق التي سبقت إطلاق النار عليها، وكانت عائشة تنزف بجوار شجرة زيتون. تم نقلها لمستشفى رفيديا الجراحي وحاول الأطباء إجراء عملية إنعاش لها لكنها فارقت الحياة يوم الجمعة 6 سبتمبر 2024.

## ردود الفعل السياسية
- صرح المتحدث باسم وزارة الخارجية التركية، أونجو كيتشيلي، أن تركيا ستبذل كل الجهود لضمان تقديم أولئك الذين قتلوا مواطننا إلى العدالة، وجاء في بيان رسمي آخر صادر عن وزارة الخارجية التركية: "نحن ندين هذه الجريمة التي ارتكبتها حكومة نتنياهو. تحاول إسرائيل ترهيب كل من يأتي لمساعدة الشعب الفلسطيني ويقاتل سلمياً ضد الإبادة الجماعية. لن تنجح سياسة العنف هذه.[9]
- قال المتحدث باسم وزارة الخارجية الأمريكية ماثيو ميلر: إننا نجمع بشكل عاجل المزيد من المعلومات حول ظروف وفاتها، ليس لدينا أولوية أعلى من سلامة وأمن المواطنين الأمريكيين، ودعت عضو الكونجرس عن ولاية ميشيغان رشيدة طليب وزير الخارجية أنتوني بلينكين للقيام بشيء لإنقاذ الأرواح.
- نشرت قوات الإحتلال الإسرائيلي عبر موقعها على منصة التواصل الاجتماعي X أن "جيش الإحتلال الإسرائيلي ينظر في تقارير تفيد بمقتل مواطنة أجنبية نتيجة إطلاق النار في المنطقة. تفاصيل الحادث والظروف التي أصيبت فيها قيد المراجعة".
- قال المتحدث باسم مجلس الأمن القومي الأمريكي شون سافيت في تصريح لوكالة الأناضول التركية: "نحن منزعجون بشدة من الوفاة المأساوية للمواطنة الأمريكية عائشة إزجي اليوم في الضفة الغربية وقلوبنا مع أسرتها وأحبائها"، وأضاف "لقد تواصلنا مع حكومة إسرائيل لطلب المزيد من المعلومات وطلب إجراء تحقيق في الحادث".[10]
- محافظ نابلس غسان دغلس قال في تصريح لرويترز: كل الإجراءات القانونية ستقدم للمحكمة الجنائية الدولية، الرصاص لا يميز بين فلسطيني أو طفل أو امرأة أو أي جنسية، اليوم مواطنة أمريكية فقدت حياتها بسبب الإحتلال، وهذا يعني أن إسرائيل تتخطى كل الحدود.[11][12]